# Offpist

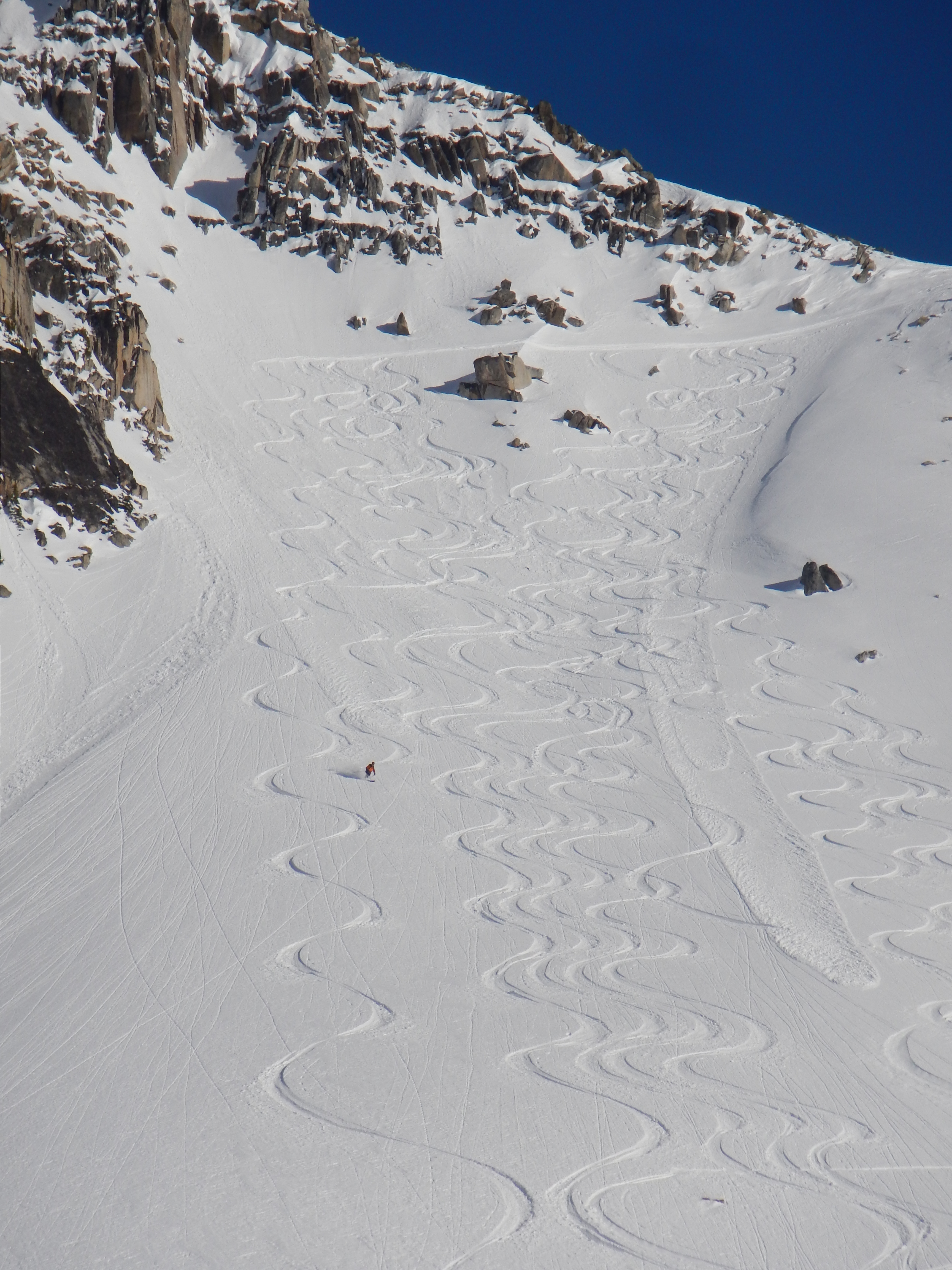
Offpiståkning i kanadensiska Klippiga bergen, februari 2016.

Offpist är ett samlingsbegrepp för all alpin skidåkning som sker utanför markerade och preparerade nedfarter. 
Begreppet  "offpist" (ordagrant översatt till svenska som utanför skidbacke) kommer från ordet pist som innebär preparerad skidbacke och off som betyder av eller utanför. Offpist associeras därför ofta till åkning i lössnö. Det kan även röra sig om skogsåkning i ett skidområde eftersom det fortfarande är utanför den markerade nedfarten.

## Risker
En stor fara med offpiståkning är lavinrisken. Faktorer som kan påverka lavinrisken är lutningen på terrängen, instabil snö och mänskliga faktorer. För att undvika laviner är det viktigt att välja rätt terräng i kombination med goda lavinkunskaper. En studie från 2018 gjord av Naturvårdsverkets fjällsäkerhetsråd visade att två av tre offpiståkare besatt bristfälliga kunskaper om laviner.